# Marc Weber (remero, 1972)
Marc Weber (Bochum, 21 de marzo de 1972) es un deportista alemán que compitió en remo.
Participó en los Juegos Olímpicos de Atlanta 1996, obteniendo una medalla de plata en la prueba de ocho con timonel. Ganó tres medallas en el Campeonato Mundial de Remo entre los años 1993 y 1998.

## Palmarés internacional
| Juegos Olímpicos   | Juegos Olímpicos         | Juegos Olímpicos  | Juegos Olímpicos   |
| Año                | Lugar                    | Medalla           | Prueba             |
| ------------------ | ------------------------ | ----------------- | ------------------ |
| 1996               | Atlanta (Estados Unidos) | Medalla de plata  | Ocho con timonel   |
| Campeonato Mundial |                          |                   |                    |
| Año                | Lugar                    | Medalla           | Prueba             |
| 1993               | Račice (República Checa) | Medalla de bronce | Cuatro con timonel |
| 1995               | Tampere (Finlandia)      | Medalla de oro    | Ocho con timonel   |
| 1998               | Colonia (Alemania)       | Medalla de plata  | Ocho con timonel   |